# 冬草阿龙
冬草阿龙是一个位于中国青海省玛多县的湖泊，面积约为28平方千米。